# مارک دیوید
مارک دیوید (انگلیسی: Marc Daviaud؛ زادهٔ ۲۷ دسامبر ۱۹۵۸) بازیکن فوتبال اهل فرانسه است.
از باشگاه‌هایی که در آن بازی کرده‌است می‌توان به باشگاه فوتبال نانت اشاره کرد.